# Lawrence Vigouroux
Lawrence Ian Vigouroux (Londen, 19 november 1993) is een Chileens-Engels voetballer die als doelman speelt. Hij genoot zijn jeugdopleiding bij Brentford en Tottenham Hotspur, sinds juli 2024 komt hij uit voor Swansea City.
1 Fisher ·
2 Key ·
4 Fulton ·
5 Cabango  ·
9 Vipotnik ·
10 Eom ·
11 Ginnelly ·
14 Tymon ·
15 Burgess ·
17 Franco ·
20 Cullen ·
22 Vigouroux ·
23 Santos ·
24 Wales ·
26 Widell ·
26 Casey ·
27 Inoussa ·
29 Farman ·
30 Galbraith ·
31 Cooper ·
35 Ronald ·
41 Parker ·
45 Congreve ·
50 Lissah ·
Coach: Sheehan